# Zvjezdane staze: U tami
Zvjezdane staze: U tami (eng. Star Trek Into Darkness) ime je 12. filma iz istoimenog znanstveno-fantastičnog serijala, snimljenog 2013. godine, u režiji J. J. Abramsa.

## Radnja
Kada posada Enterprisea bude pozvana da se vrati kući, otkrije da je nezaustavljiva sila straha unutar vlastitih redova razorila flotu i sve što ona predstavlja, ostavivši naš svijet u kriznom stanju.
Odlučan da podmiri osobne račune, kapetan Kirk povede lov u ratnu zonu kako bu zadobio oružje masovnog uništenja u liku jednog jedinog čovjeka.
Kad naši junaci ulete u epsku partiju šaha na život i smrt, ljubav dolazi na kušnju, prijateljstva se razaraju, a žrtvovanja će biti neophodna za dobrobit jedine obitelji koja je Kirku još preostala - njegove posade.

## Glavni likovi
- James T. Kirk - Chris Pine
- Spock - Zachary Quinto
- Benedict Cumberbatch - John Harrison
- Nyota Uhura - Zoe Saldana
- Poručnica Dr. Carol Marcus - Alice Eve

## Vanjske poveznice
- Službena stranica
- Sve filmske najave za Zvjezdane staze: U Tami
- Zvjezdane staze: U tami u internetskoj bazi filmova IMDb-a
- Zvjezdane staze: U tami na Rotten Tomatoes
- Zvjezdane staze: U tami na Box Office Mojo